# Jairo O'Neill
Jairo Sebastián O'Neill López (Paso de los Toros, 31 luglio 2001) è un calciatore uruguaiano, difensore del Boston River.

## Biografia
Di origini irlandesi, è il cugino di Fabián O'Neill.

## Carriera
Cresciuto nel vivaio del Peñarol, esordisce con la squadra di Montevideo il 22 maggio 2022 in occasione dell'incontro di campionato vinto per 1-0 contro il Boston River.

## Palmarès

### Club
- Campionato uruguaiano: 1

Peñarol: 2021
- Supercopa Uruguaya: 1

Peñarol: 2022